# 1363
Het jaar 1363 is het 63e jaar in de 14e eeuw volgens de christelijke jaartelling.

## Gebeurtenissen
- 21 mei - Karel IV trouwt met Elisabeth van Pommeren.
- 30 augustus-4 oktober - Zeeslag op het Poyangmeer: in de grootste zeeslag ooit qua aantal deelnemende personen verslaan de Ming onder Zhu Yuanzhang de Han onder Chen Youlian, die sneuvelt.
- Slag van de Blauwe Wateren: Litouwen onder Algirdas verslaat de Gouden Horde en verovert Kiev en een groot deel van het huidige Oekraïne.
- Paus Urbanus VI laat voor de eerste keer de bul In coena domini uitgaan, een overzicht van sancties op ketterij en diverse andere misdrijven.
- De Engelse stapelplaats voor wol (zie Merchants of the Staple) wordt verplaatst naar Calais.
- Pfullendorf wordt een Rijksstad, zie Rijksstad Pfullendorf.
- Haakon VI van Noorwegen trouwt met Margaretha van Denemarken.

## Kunst en literatuur
- Guillaume de Machaut: Messe de Nostre Dame

## Opvolging
- Opper-Beieren: Meinhard III van Tirol wordt opgevolgd door zijn oom Stefanus II van Neder-Beieren
- Bourgondië: Jan II van Frankrijk wordt opgevolgd door zijn zoon Filips de Stoute
- Aartsbisdom Keulen: Willem van Gennep wordt opgevolgd door Adolf II van der Mark
- Mammelukken (Egypte): al-Mansur Muhammad wordt opgevolgd door al-Ashraf Sha'ban
- Moghulistan: Tughlugh Timoer wordt opgevolgd door zijn zoon Ilyas Khoja
- Bisdom Münster: Adolf van der Mark wordt opgevolgd door Jan van Virneburg
- Tirol: Meinhard III wordt opgevolgd door zijn zwager Rudolf IV van Oostenrijk

## Geboren
- 13 december - Jean de Gerson, Frans theoloog
- Elizabeth van Lancaster, Engels edelvrouw
- Margaretha van Beieren, echtgenote van Jan zonder Vrees
- Henry FitzHugh, Engels edelman en diplomaat (jaartal bij benadering)
- Taddeo di Bartolo, Italiaans schilder (jaartal bij benadering)
- Zeami Motokiyo, Japans toneelschrijver (jaartal bij benadering)

## Overleden
- 13 januari - Meinhard III van Tirol, Duits edelman
- 12 februari - Arnold van IJsselstein (~75), Nederlands edelman
- 16 juli - Ferdinand van Aragon (33), Aragonees prins
- Blanca van Namen (~47), echtgenote van Magnus Erikson
- Simone Boccanegra, doge van Genua
- Tughlugh Timoer, kan van Moghulistan (1347-1363) en het kanaat van Chagatai (1360-1363)